# 107805 Saibi
107805 Saibi este un asteroid din centura principală de asteroizi.

## Descriere
107805 Saibi este un asteroid din centura principală de asteroizi. A fost descoperit pe 21 martie 2001 la Kuma Kogen de Akimasa Nakamura. Asteroidul prezintă o orbită caracterizată de o semiaxă mare de 2,41 ua, o excentricitate de 0,12 și o înclinație de 5,3° în raport cu ecliptica.